# Elezioni comunali in Basilicata del 2010
Le elezioni comunali in Basilicata del 2010 si tennero il 28 e 29 marzo (con ballottaggio l'11 e 12 aprile).

## Matera

### Matera
| Candidati                     | Candidati                   | II turno                | II turno                | I turno | I turno | Liste                       | Voti   | %     | Seggi |
| Candidati                     | Candidati                   | Voti                    | %                       | Voti    | %       | Liste                       | Voti   | %     | Seggi |
| ----------------------------- | --------------------------- | ----------------------- | ----------------------- | ------- | ------- | --------------------------- | ------ | ----- | ----- |
|                               | Salvatore Adduce ✔️ Sindaco | 14 336                  | 50,31                   | 18 694  | 48,47   | Partito Democratico         | 8 950  | 23,86 | 12    |
| Lista Stella                  | Salvatore Adduce ✔️ Sindaco | 14 336                  | 50,31                   | 18 694  | 48,47   | 3 519                       | 9,38   | 4     |       |
| Italia dei Valori             | Salvatore Adduce ✔️ Sindaco | 14 336                  | 50,31                   | 18 694  | 48,47   | 3 185                       | 8,49   | 4     |       |
| Alleanza per l'Italia         | Salvatore Adduce ✔️ Sindaco | 14 336                  | 50,31                   | 18 694  | 48,47   | 1 363                       | 3,63   | 1     |       |
| Unione di Centro              | Salvatore Adduce ✔️ Sindaco | 14 336                  | 50,31                   | 18 694  | 48,47   | 1 239                       | 3,30   | 1     |       |
| Sinistra Unita                | Salvatore Adduce ✔️ Sindaco | 14 336                  | 50,31                   | 18 694  | 48,47   | 1 141                       | 3,04   | 1     |       |
| Partito Socialista Italiano   | Salvatore Adduce ✔️ Sindaco | 14 336                  | 50,31                   | 18 694  | 48,47   | 1 032                       | 2,75   | 1     |       |
| Popolari Uniti                | Salvatore Adduce ✔️ Sindaco | 14 336                  | 50,31                   | 18 694  | 48,47   | 1 023                       | 2,73   | 1     |       |
| Federazione dei Verdi         | Salvatore Adduce ✔️ Sindaco | 14 336                  | 50,31                   | 18 694  | 48,47   | 142                         | 0,38   | –     |       |
|                               | Angelo Tosto                | 14 157                  | 49,69                   | 10 120  | 26,24   | Tosto Sindaco               | 3 388  | 9,03  | 4     |
| Alleanza Materana             | Angelo Tosto                | 14 157                  | 49,69                   | 10 120  | 26,24   | 1 403                       | 3,74   | 1     |       |
| MO.MA                         | Angelo Tosto                | 14 157                  | 49,69                   | 10 120  | 26,24   | 1 147                       | 3,06   | 1     |       |
| Movimento per l'Autonomia     | Angelo Tosto                | 14 157                  | 49,69                   | 10 120  | 26,24   | 801                         | 2,14   | 1     |       |
| Laboratorio per la Città      | Angelo Tosto                | 14 157                  | 49,69                   | 10 120  | 26,24   | 779                         | 2,08   | 1     |       |
| Io Sud                        | Angelo Tosto                | 14 157                  | 49,69                   | 10 120  | 26,24   | 717                         | 1,91   | 1     |       |
| Liberi per Passione           | Angelo Tosto                | 14 157                  | 49,69                   | 10 120  | 26,24   | 668                         | 1,78   | –     |       |
| Seggio di coalizione          | Seggio di coalizione        | Seggio di coalizione    | 49,69                   | 10 120  | 26,24   | 1                           |        |       |       |
|                               | Francesco Saverio Acito     | Francesco Saverio Acito | Francesco Saverio Acito | 5 622   | 14,58   | Il Popolo della Libertà     | 4 649  | 12,39 | 4     |
| Seggio di coalizione          | Seggio di coalizione        | Seggio di coalizione    | Francesco Saverio Acito | 5 622   | 14,58   | 1                           |        |       |       |
|                               | Domenico Savino             | Domenico Savino         | Domenico Savino         | 1 766   | 4,58    | Lista Civica Beppegrillo.It | 994    | 2,65  | –     |
|                               | Domenico Genchi             | Domenico Genchi         | Domenico Genchi         | 1 215   | 3,15    | Matera Cambia               | 999    | 2,66  | –     |
|                               | Giacinta Scarciolla         | Giacinta Scarciolla     | Giacinta Scarciolla     | 1 153   | 2,99    | Scarciolla Sindaco          | 372    | 0,99  | –     |
| Totale                        | Totale                      | 28 493                  | 100                     | 38 570  | 100     |                             | 37 511 | 100   | 40    |
|                               |                             |                         |                         |         |         |                             |        |       |       |
| Fonte: Ministero dell'interno |                             |                         |                         |         |         |                             |        |       |       |